# Siphamia majimai
Siphamia majimai és una espècie de peix pertanyent a la família dels apogònids present al Pacífic occidental: des del Japó fins al nord d'Austràlia. i de clima subtropical.
És inofensiu per als humans. Pot arribar a fer 3,5 cm de llargària màxima. Té 6-7 espines i 9 radis tous a l'aleta dorsal i 2 espines i 8 radis tous a l'anal. Té el Cap gros, el cos de color negre amb les aletes de color rosat (llevat de les pectorals) i cobert d'una membrana mucosa. Té un òrgan lluminós dins dels músculs del tòrax translúcid, el qual conté bacteris simbiòtics luminescents.